# 教皇マルチェルスのミサ曲
教皇マルチェルスのミサ曲（きょうこうマルチェルスのミサきょく、Missa Papae Marcelli）は、ジョヴァンニ・ダ・パレストリーナが作曲したミサ曲。
ポリフォニー音楽は歌詞の聴き取りが困難であることから、トレント公会議で典礼におけるポリフォニー音楽を規制しようとする教会に対し、パレストリーナはこのミサ曲を作曲することでポリフォニーと歌詞伝達の両立を示したというエピソードがある。
ただし実際にはこのミサ曲はトレント公会議や教皇とは直接の関係がないことがわかっている。
しかしながら歌詞量の多いグローリアやクレドではポリフォニー要素が少なく、言葉を聴き取りやすくしようとする配慮がうかがえる。